# Dragnificent!
Dragnificent! é uma série de televisão americana que estreou no TLC. O programa começou como uma marca especial intitulada Drag Me Down the Aisle, que foi ao ar em 9 de março de 2019. A série apresenta Alexis Michelle, BeBe Zahara Benet, Jujubee e Thorgy Thor, quatro drag queens que são todas ex-participantes do RuPaul's Drag Race, ajudando uma noiva a planejar seu casamento. Em 15 de janeiro de 2020, o TLC anunciou que deria uma temporada completa chamada Dragnificent!, um novo programa baseado no especial Drag Me Down the Aisle. A série estreou em 19 de abril de 2020.

## Premissa
A série segue a equipe Dragnificent! enquanto elaa transformam as mulheres em seus melhores, mais bonitos e confiantes eus para os grandes dias de suas vidas.

## Elenco
- Alexis Michelle, maquiagem e imagem corporal
- BeBe Zahara Benet, planeadora de eventos
- Jujubee, moda
- Thorgy Thor, música e entretenimento

## Episódios

### Especial
Drags: Arrasando Até o Altar (em inglês: Drag Me Down the Aisle) foi um episódio especial exibido em 9 de março de 2019 nos Estados Unidos da América pela emissora de televisão TLC. Com a participação das drag queens Alexis Michelle, BeBe Zahara Benet, Jujubee, e Thorgy Thor, o especial apresentou-as auxiliando mulheres a planejarem as cerimônias dos seus casamentos.
| N.º na série | N.º na temp. | Título                   | Exibição original  |
| ------------ | ------------ | ------------------------ | ------------------ |
| –            | –            | "Drag Me Down the Aisle" | 9 de março de 2019 |

### 1ª temporada
| N.º na série | N.º na temp. | Título                                 | Exibição original   |
| ------------ | ------------ | -------------------------------------- | ------------------- |
| 1            | 1            | "One Tough Bride"                      | 19 de abril de 2020 |
| 2            | 2            | "Not Your Typical High-School Reunion" | 20 de abril de 2020 |
| 3            | 3            | "Fly Butterfly, Fly"                   | 27 de abril de 2020 |
| 4            | 4            | "You Have the Right to Remain Sassy"   | 4 de maio de 2020   |
| 5            | 5            | "Pretty in Pink"                       | 11 de maio de 2020  |
| 6            | 6            | "Mermaid Fantasy"                      | 18 de maio de 2020  |